# Geschichte der Stadt Braunschweig im Nachmittelalter
Geschichte der Stadt Braunschweig im Nachmittelalter ist der Titel eines zweiteiligen Werkes über die Geschichte der Stadt Braunschweig, das 1966 von Werner Spieß veröffentlicht wurde. Es setzt das 1861 von Hermann Dürre anlässlich der Tausendjahrfeier der Stadt veröffentlichte Werk Geschichte der Stadt Braunschweig im Mittelalter fort.

## Hintergrund und Inhalt
Werner Spieß wollte die Entwicklung der geschichtlichen Ereignisse der Stadt Braunschweig über das Mittelalter hinaus fortsetzen, da er das Los vieler größerer Stadtchroniken beklagte, deren Geschichtsbände quasi mit dem Ausklang des Mittelalters endeten. Daher beschäftigte er sich mit der Erforschung der Problematiken der Stadtentwicklung vom Ausgang des Spätmittelalters bis hin zur Neuzeit, genauer mit dem Zeitraum von 1491 bis 1671, dem Ende der Stadtfreiheit. Hierbei kam Spieß seine Tätigkeit im Stadtarchiv Braunschweig entgegen.
Inhalt 1. HalbbandDer 1. Halbband beinhaltet im 1. Teil die „allgemeine und politische Geschichte“ in den 5 Kapiteln „vom Mittelalter zum Nachmittelalter“ (1491 bis 1523), „das Zeitalter der Reformation“ (1521 bis 1549), „die Nachblüte der Stadt“ (1548 bis 1583), „Niedergang unter inneren und äußeren Erschütterungen“ (1584 bis 1617) und „die letzten Jahre der autonomen Stadt“ (1616 bis 1671).
Der 2. Teil beschäftigt sich mit der „Wirtschafts und Sozialgeschichte“ und hier insbesondere mit dem Kapitel „Handwerk“ des Lebensmittel-, Textil-, Metall- und Baugewerbes. Insgesamt umfasst der Band 353 Seiten und eine doppelseitige Stadtkarte aus dem Jahr 1671 nebst Legende.
Inhalt 2. HalbbandDer 2. Halbband setzt den 2. Teil zur „Wirtschafts und Sozialgeschichte“ mit den Kapiteln zum „Handel“ und zur „Sozialordnung der Stadt“ fort.
Der 3. Teil gibt einen Überblick über die „Topographie, Verfassung und Verwaltung, Kirche und Schule sowie geistiges Leben“. Der Band hat 421 Seiten inklusive einer doppelseitigen Karte, die die Stadt Braunschweig inmitten der umliegenden Territorien in diesem Zeitraum zeigt. Die einzelnen Territorien (Herzogtum Braunschweig-Wolfenbüttel, Herzogtum Braunschweig-Lüneburg sowie das Kleine und Große Stift Hildesheim) sind farblich gekennzeichnet.

## Ausgaben
- Werner Spieß: Geschichte der Stadt Braunschweig im Nachmittelalter. Vom Ausgang des Mittelalters bis zum Ende der Stadtfreiheit 1491–1671. 2 Bände. Waisenhaus-Buchdruckerei und Verlag, Braunschweig 1966, OCLC 7495150.